# Ян из Торговиска
Ян из Торговиска герба Тарнава (пол. Jan z Targowiska; ум. 1 июля 1492) — епископ Хелмский в 1484—1486 годах, епископ Перемышльский с 1486 года, королевский секретарь, дипломат и хронист.

## Биография
Ян был сыном Миколая из Торговиска. В 1458—1462 годах он учился в Краковском университете на факультете свободных искусств. Закончив обучение и получив звание бакалавра, он с 1471 года работал секретарём в королевской канцелярии. Ян принимал участие в разных дипломатических миссиях. В знак признания его заслуг король Казимир IV в 1481 году назначил Яна каноником в Перемышле и настоятелем церкви в Дрогобыче.
14 мая 1484 года Ян был выбран епископом Хелмской епархии. 15 сентября 1485 года он присутствовал в Коломые во время принесения оммажа Казимиру IV молдавским господарем Стефаном III Великим. 26 мая 1486 года Ян был переведён в Перемышльскую епархию и был послан в Рим к папе Иннокентию VIII, сменившему умершего Сикста IV, с дарами и поздравлениями по случаю избрания. Целью его миссии также было добиться поддержки крестового похода против турок и татар. Его речь была напечатана в «Ad Innocentium VIII Pontificem Summum oratio» (1486 год, Рим). Итогом миссии стала папская булла о крестовом походе 5 июля 1486 года, в которой папа высказал Казимиру IV поддержку в его борьбе с неверными. Кроме того, королю дозволялось оставлять 3/4 доходов от индульгенций.
До конца своей жизни Ян занимался делами своей новой епархии, заботясь о её материальных ценностях. Так, он освятил костёл в Самборе, провёл реформу коллегиума каноников в Пшеворске. В 1488 году под его руководством состоялся епархиальный синод.
Ян является автором анналов — походных записей, в которых описываются события 1486—1491 годов.
Ян умер 1 июня в Перемышле и был там же похоронен.